# Buszewo (jezioro)
Buszewo (niem. Grosse Bussow See) –  jezioro  na Równinie Gorzowskiej, w powiecie strzelecko-drezdeneckim, w gminie Strzelce Krajeńskie.
Jezioro otoczone lasami, położone około 1 km na południe od miejscowości Buszów. Jezioro posiada regularną linię brzegową, od północy jest silnie zeutrofizowane.